# Rotterdam International Safety Center
Das Rotterdam International Safety Center (RISC) ist ein Trainings- und Übungszentrum für Feuerwehren in der niederländischen Stadt Rotterdam, das von der Firma RISC Fire & Safety Training B.V. betrieben wird. Das Zentrum wurde im Jahr 1986 gegründet und befindet sich auf einem etwa 46.000 Quadratmeter großen Gelände in der Nähe des Rotterdamer Hafens. Es wird jährlich von etwa 25.000 Feuerwehren aus der ganzen Welt genutzt, davon ca. 8.000 aus Deutschland.
Schwerpunkt der Trainingsmöglichkeiten ist die realitätsnahe Ausbildung in der Brandbekämpfung, wie beispielsweise bei Hausbränden, Bränden in Industrieanlagen oder bei Bahnunfällen. Monatlich werden im RISC ca. 80.000 Liter Benzin für die Simulation verschiedener Brände verbraucht. Aufgrund der Ausstattung des Zentrums mit entsprechenden Anlagen, wie beispielsweise einem Raffineriemodell, ist es insbesondere für Werkfeuerwehren (darunter Flughafenfeuerwehren) und die Besatzungen von Bohrinseln von Bedeutung.
RISC Fire & Safety Training B.V. verfügt darüber hinaus über eigene Feuerwehrkräfte und -technik, die weltweit für die Überwachung von Baustellen und anderen gefährlichen Arbeiten eingesetzt werden können. Darüber hinaus steht am Firmensitz in Rotterdam auch eine spezialisierte Einsatzmannschaft (Emergency Response Team) für die weltweite Nothilfe bei Bränden auf Schiffen und in Raffinerien rund um die Uhr bereit. Die Firma bietet darüber hinaus Beratung in feuerwehr-spezifischen Belangen für Behörden und Unternehmen. 2002 war die RTL-Sendung "Notruf" mit Hans Meiser zu Besuch bei RISC.